# 감자 샐러드
감자 샐러드는 삶은 감자를 주재료로 한 샐러드이다. 포슬포슬한 분질 감자 품종을 쓰며, 드레싱에는 마요네즈 등이 들어가는 경우가 많다.

## 같이 보기
- 달걀 샐러드
- 샐러드